# Instituto Nacional de Semillas
El Instituto Nacional de Semillas (INASE) de Argentina es una institución pública dependiente del Poder Ejecutivo Nacional fundada en 1991 para atender todo lo relativo a semillas y creaciones fitogenéticas.
Actualmente funciona en la órbita del Ministerio de Economía

## Historia
Fue creado por decreto n.º 2817 del 30 de diciembre de 1991 del presidente Carlos Saúl Menem. El Instituto Nacional de Semillas se constituyó sobre la base del Servicio Nacional de Semillas con el fin de dar aplicación a la Ley de Semillas y Creaciones Fitogenéticas. Al momento de su creación, el INASE dependía del entonces Ministerio de Economía y Obras y Servicios Públicos, a través de la Secretaría de Agricultura, Ganadería y Pesca.
El 24 de noviembre de 2000 fue disuelto por decreto n.º 1104 del presidente Fernando de la Rúa y sus funciones y recursos fueron transferidos a la Secretaría de Agricultura, Ganadería, Pesca y Alimentación. Luego, por ley n.º 25 845, sancionada el 26 de noviembre de 2003 y promulgada el 6 de enero de 2004 (publicada el 7 de enero), se lo restituyó.

## Nómina de Presidentes del Directorio
| N.º                              | Presidente del Directorio                                                           | Periodo                                            | Nombrado por                   |
| -------------------------------- | ----------------------------------------------------------------------------------- | -------------------------------------------------- | ------------------------------ |
| 1                                | Adelaida Harries (Interina hasta el 6/10/1993 y desde el 7/10/1999 hasta 20/1/2000) | 30 de diciembre de 1991 - 24 de noviembre de 2000  | Carlos Menem                   |
| Disuelto (24/11/2000 - 6/1/2004) |                                                                                     |                                                    |                                |
| -                                | Oscar Costamanga (Interino)                                                         | 6 de enero de 2004 - 8 de agosto de 2004           | Néstor Kirchner                |
| -                                | José Luis Russo (Interino)                                                          | 3 de septiembre de 2004 - 16 de marzo de 2006      | Néstor Kirchner                |
| -                                | Marcelo Labarta (Interino)                                                          | 17 de marzo de 2006 - 5 de julio de 2006           | Néstor Kirchner                |
| 2                                | Carlos Abel Ripoll (Interino hasta el 17/10/2007)                                   | 6 de julio de 2006 - 20 de octubre de 2013         | Néstor Kirchner                |
| 3                                | Raimundo Lavignolle                                                                 | 20 de octubre de 2013 - 11 de diciembre de 2019    | Cristina Fernández de Kirchner |
| 4                                | Juan Manuel Serrano                                                                 | 1 de abril de 2020 - 13 de enero de 2022           | Alberto Fernández              |
| -                                | Obdulio San Martín (En atención del despacho)                                       | 1 de febrero de 2022 - 28 de julio de 2022         | Alberto Fernández              |
| 5                                | Silvana Babbit                                                                      | 28 de septiembre de 2022 - 10 de diciembre de 2023 | Alberto Fernández              |
| 6                                | Carlos Marcelo Dunan                                                                | 22 de diciembre de 2023 - en el cargo              | Javier Milei                   |